# 大阪府立北摂自然公園
大阪府立北摂自然公園（おおさかふりつほくせつしぜんこうえん）とは、大阪府北部の北摂山系の森林地帯にある自然公園で、5市町に点在している。

## 概要
大阪府北部の高槻市・茨木市・島本町・豊能町・能勢町にある北摂山系の森林地帯に点在する10地区が指定されている。面積は2,594ヘクタール。平成13年（2001年）8月31日に指定された。大阪府は全国一森林面積が少ないことなどから、さまざまな動植物が生息する北摂山系の自然風景を守り、里山の乱開発を防止して里山の保全を図り、自然公園法に基づいた自然を生かした環境整備などの目的から大阪府で初めて指定された。北摂自然公園は特別地域と普通地域の2つに区分され、特別地域は一部の動植物の採取なども制限されている。年間訪問客は78万3千人ほど。

## 地区

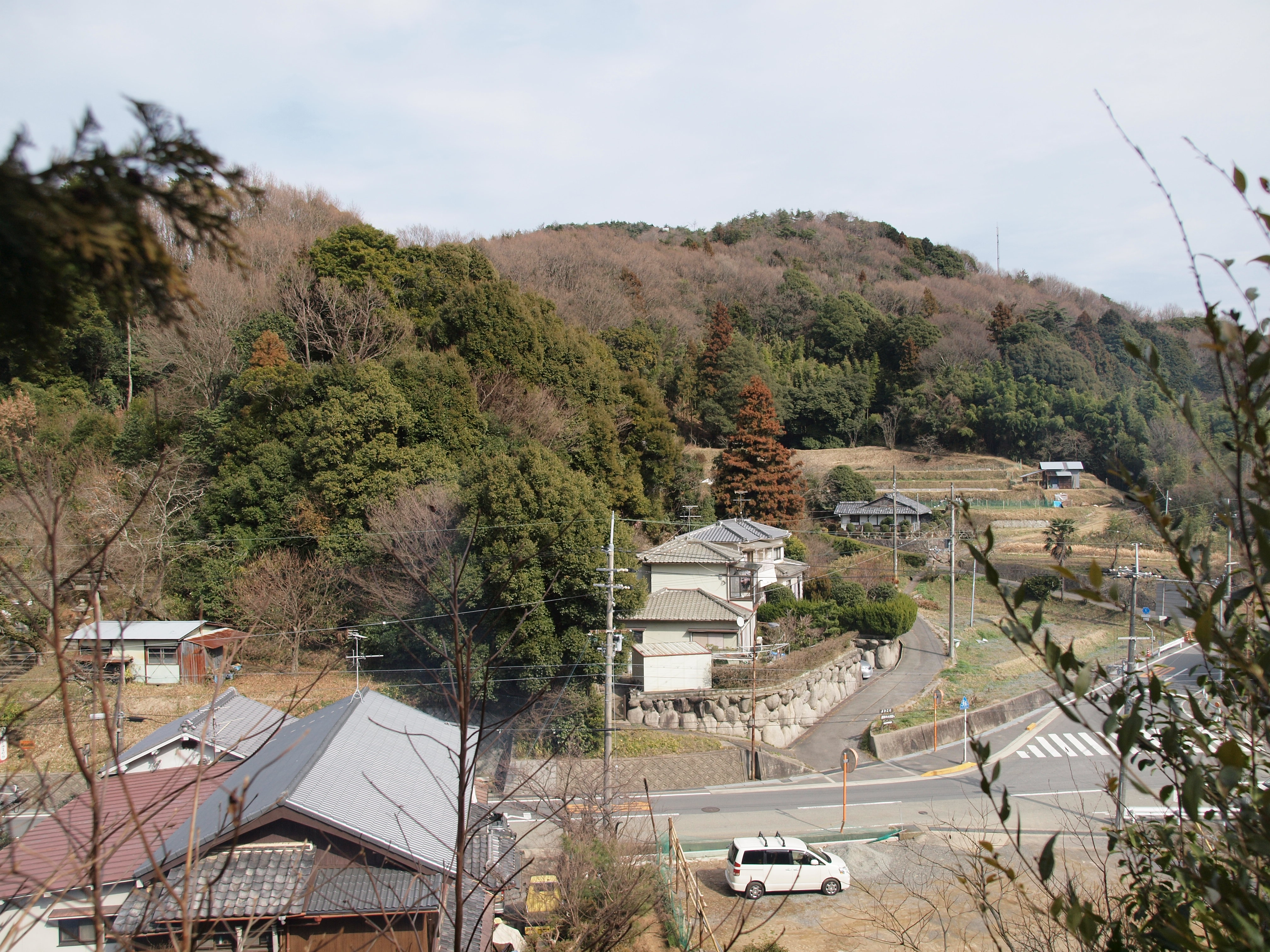
山の西から見た竜王山(右奥)

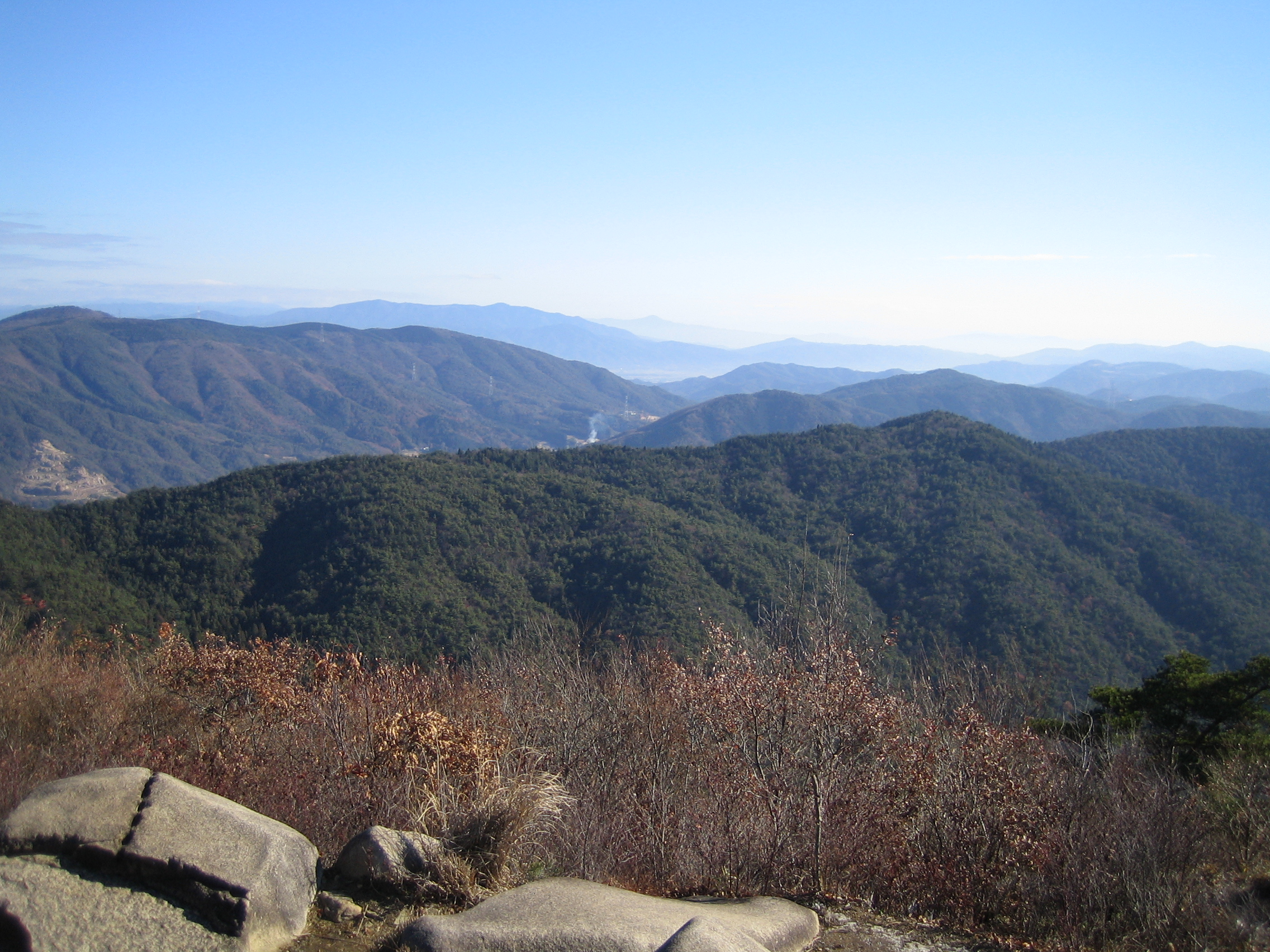
剣尾山上からの風景

東からの順番。
- ポンポン山地区（高槻市・島本町）

特別地域 - 高槻市大字原及び大字川久保の各一部、三島郡島本町大字大沢の一部
- 竜王山地区（茨木市）

特別地域 - 茨木市大字忍頂寺、大字車作、大字下音羽、大字大岩の各一部
- 見立地区（茨木市）

特別地域 - 茨木市大字銭原の一部
- 多留見地区（茨木市）

特別地域 - 茨木市大字上音羽の一部
- 妙見山地区（豊能町）

特別地域 - 豊能郡豊能町吉川及び川尻の各一部
- 地黄・歌垣山地区（能勢町）

特別地域 - 豊能郡能勢町倉垣及び地黄の各一部
- 小和田山地区（能勢町）

特別地域 - 豊能郡能勢町宿野、倉垣及び吉野の各一部
- 剣尾山地区（能勢町）

特別地域 - 豊能郡能勢町山辺及び宿野の各一部
- 天王地区（能勢町）

特別地域 - 豊能郡能勢町天王の一部
- 山辺地区（能勢町）

特別地域 - 豊能郡能勢町山辺の一部

## 名所

### 山岳
- ポンポン山 - 大阪50山
- 竜王山 - 大阪50山
- 妙見山 - 大阪50山
- 歌垣山 - 大阪50山
- 剣尾山 - 関西百名山、大阪50山

### その他
- 東海自然歩道
- 竜王山自然歩道

社寺
- 本山寺
- 神峰山寺
- 忍頂寺